# Rohr (Soleura)
Rohr foi uma comuna da Suíça, no Cantão Soleura, com cerca de 92 habitantes. Estendia-se por uma área de 2,25 km², de densidade populacional de 41 hab/km². Confinava com as seguintes comunas: Lostorf, Obererlinsbach, Oltingen (BL), Stüsslingen, Zeglingen (BL).
A língua oficial nesta comuna era o Alemão.

## História
Em 1 de janeiro de 2021, passou a formar parte da comuna de Stüsslingen.